# Oligaphorura schoetti
Oligaphorura schoetti är en urinsektsart som först beskrevs av Lie Pettersen 1896.  Oligaphorura schoetti ingår i släktet Oligaphorura, och familjen blekhoppstjärtar. Arten är reproducerande i Sverige.